# Powiat włocławski
Powiat włocławski – powiat w Polsce (w południowo-wschodniej części województwa kujawsko-pomorskiego), utworzony w 1999 roku w ramach reformy administracyjnej. Jego siedzibą jest Włocławek, a najludniejszym miastem Brześć Kujawski.
W skład powiatu wchodzą:
- gminy miejskie: Kowal
- gminy miejsko-wiejskie: Brześć Kujawski, Chodecz, Izbica Kujawska, Lubień Kujawski, Lubraniec
- gminy wiejskie: Baruchowo, Boniewo, Choceń, Fabianki, Kowal, Lubanie, Włocławek
- miasta: Kowal, Brześć Kujawski, Chodecz, Izbica Kujawska, Lubień Kujawski, Lubraniec

Gmina Fabianki jest eksklawą powiatu.
Według danych z 31 grudnia 2019 roku powiat zamieszkiwało 86 037 osób. Natomiast według danych z 31 grudnia 2023 roku powiat zamieszkiwało 85 074 osób.

## Zasoby naturalne
Na terenie powiatu są zasoby węgla brunatnego oraz soli kamiennej (okolice Lubienia Kujawskiego).
Na terenie powiatu znajduje się 71 jezior. Największe z nich to jezioro Modzerowskie, które zajmuje 232ha.
Duża część Gostynińsko-Włocławskiego Parku Krajobrazowego jest w powiecie włocławskim.

## Demografia

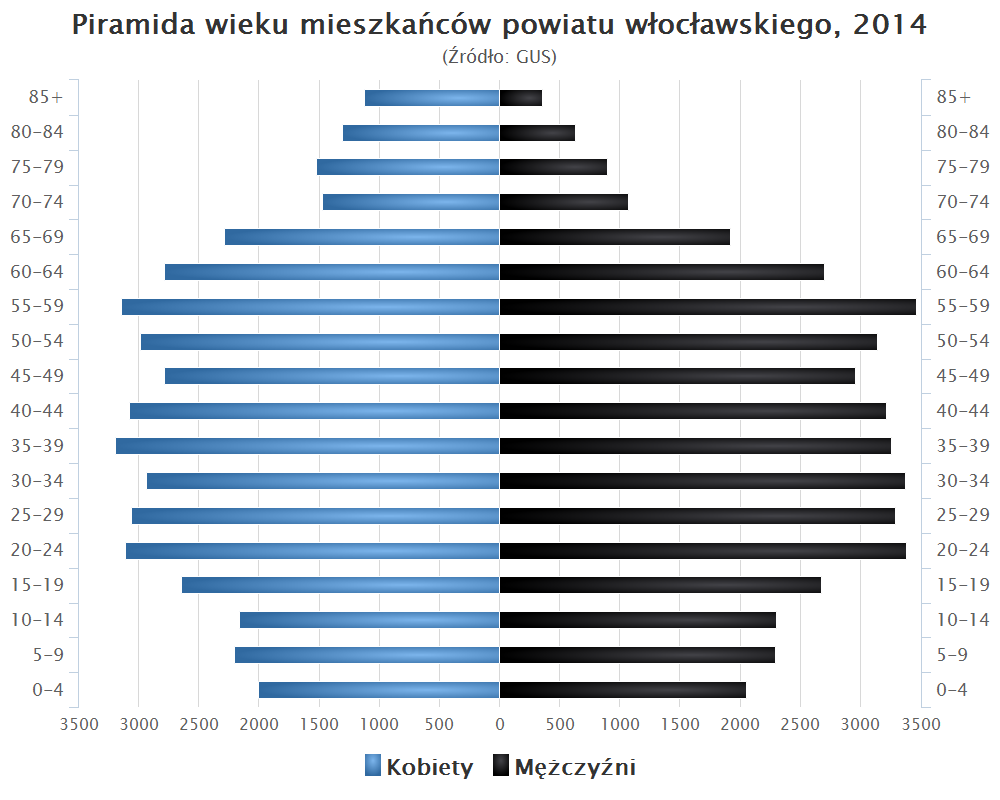
Piramida wieku mieszkańców powiatu włocławskiego w 2014 roku

Liczba ludności (dane z 30 czerwca 2005):
|        | Ogółem | Ogółem | Kobiety | Kobiety | Mężczyźni | Mężczyźni |
| osób   | %      | osób   | %       | osób    | %         |           |
| ------ | ------ | ------ | ------- | ------- | --------- | --------- |
| Ogółem | 85 514 | 100    | 43 028  | 50,32   | 42 486    | 49,68     |
| Miasto | 17 292 | 20,22  | 8993    | 10,52   | 8299      | 9,70      |
| Wieś   | 68 222 | 79,78  | 34 035  | 39,80   | 34 187    | 39,98     |

▶Wieś vs ▶miasto
Ogółem (▶k, ▶m)
Miasto (▶k, ▶m)
Wieś (▶k, ▶m)

## Transport

### Transport drogowy

#### Drogi krajowe
- A1E75  (Gdańsk – Toruń – Włocławek – Łódź – Górny Śląsk – Gorzyczki)
- 62  (Strzelno – Włocławek – Płock – Nowy Dwór Mazowiecki – Wyszków – Siemiatycze)
- 67 (Włocławek – Lipno)
- 91 (Gdańsk – Toruń – Włocławek – Łódź – Górny Śląsk – Cieszyn)

#### Drogi wojewódzkie
- 252 (Włocławek – Inowrocław)
- 268 (Brześć Kujawski – Brzezie)
- 265 (Brześć Kujawski – Gostynin)
- 269 (Szczerkowo – Kowal)
- 270 (Koło – Brześć Kujawski)
- 317 (Włocławek – Kruszyn)
- 562 (Szpetal Górny – Płock)

### Transport kolejowy
- 18 (Kutno – Kaliska Kujawskie – Włocławek – Toruń Główny – Bydgoszcz Główna – Piła Główna)

## Starostowie włocławscy
Na podstawie źródła:
- Maria Ciesielska (9 listopada 1998 – 11 lipca 2001)
- Stefan Czajkowski (20 lipca 2001 – 25 listopada 2002)
- Piotr Stanny (25 listopada 2002 – 24 listopada 2006)
- Jan Ambrożewicz (24 listopada 2006 – 2 grudnia 2010)
- Kazimierz Kaca (2 grudnia 2010 – 22 listopada 2018)
- Roman Gołębiewski (22 listopada 2018 – nadal)

## Sąsiednie powiaty
- Włocławek (miasto na prawach powiatu)
- powiat radziejowski
- powiat aleksandrowski
- powiat lipnowski
- powiat płocki (mazowieckie)
- powiat gostyniński (mazowieckie)
- powiat kutnowski (łódzkie)
- powiat kolski (wielkopolskie)